# Filmwirtschaft
Die Begriffe Filmwirtschaft und Filmindustrie bezeichnen jenen Wirtschaftszweig, der sich mit der Herstellung, Vervielfältigung und der Verbreitung von Kino-, Fernseh- und anderen Filmen beschäftigt. Dies schließt Unternehmen wie Filmproduktionsgesellschaften und Filmverleiher mit ein.

## Produktion
Filmherstellung beschäftigt in der Drehvor- und Nachbereitung Dutzende von Mitwirkenden. Während der Dreharbeiten sind zwischen fünf (Nachwuchs- oder Reportageproduktion) und hundert Menschen (Erzählkino) am Werk. Bedeutend ist daher die Frage der Filmfinanzierung. Im Jahr 2005 wurden weltweit 4603 Spielfilme hergestellt, die meisten davon in Indien, gefolgt von den Vereinigten Staaten.

## Filmverleih und -vertrieb
In den Industrienationen bzw. der westlichen Welt wird der Filmverleih- und -vertrieb zumeist von US-amerikanischen Unternehmen dominiert. Diese konnten vom Ersten Weltkriege an mit Hilfe des großen amerikanischen Marktes eine gewinnbringende Struktur von der Herstellung bis zu Vertrieb und Vermarktung aufbauen. Der in viele Länder und Sprachen aufgeteilte sowie von zwei Weltkriegen durchrüttelte europäische Markt verfügt hingegen über eine kleinteilige Struktur aus zahlreichen Unternehmen in Herstellung und Vertrieb. Daher sind europäische Filmproduktionen zumeist von staatlichen Förderungen abhängig, während die auf Massengeschmack ausgerichteten US-Unternehmen bereits auf dem Heimatmarkt die Produktionskosten einspielen können.

## Kinos und Besuche
In der EU wurden 2004 rund 1 Milliarde Kinokarten verkauft. Die meisten Kinobesuche verzeichnete Frankreich mit rund 195 Millionen Besuchen. Das an Einwohnern reichste europäische Land, Deutschland, verzeichnete mit 156,7 Millionen Besuchen die zweithöchste Besucherzahl. 2005 gingen die Besucherzahlen jedoch wieder zurück.
Je nach staatlichen Förderungen und Gesetzen verzeichnen nationale Produktionen in Europa zwischen 1,7 % (Belgien) und 38,4 % (Frankreich) der Besuche. Europaweit gesehen entfallen rund 25 % aller Kinobesuche auf europäische Filmproduktionen, 60 % auf amerikanische.
Im Jahre 2006 hatten deutsche Filme im eigenen Land einen Marktanteil von 25,8 %.

## Die größten Märkte nach Box Office
Der Begriff Box Office wird in der Filmwirtschaft für das Einspielergebnis verwendet, also für die Einnahmen, die ein Kinofilm während seiner Spielzeit in den Kinos erwirtschaftet. 
| Rang | Land                   | Box Office in $  | Jahr | Box office nationaler Filme |
| ---- | ---------------------- | ---------------- | ---- | --------------------------- |
| 1    | Vereinigte Staaten     | 10,24 Milliarden | 2017 | 88,8 % (2015)               |
| 2    | China                  | 8,59 Milliarden  | 2017 | 53,8 % (2017)               |
| 3    | Indien                 | 2,39 Milliarden  | 2017 | 85,0 % (2015)               |
| 4    | Japan                  | 2,25 Milliarden  | 2017 | 54,9 % (2017)               |
| 5    | Vereinigtes Königreich | 1,73 Milliarden  | 2017 | 44,3 % (2015)               |
| 6    | Südkorea               | 1,52 Milliarden  | 2017 | 52,2 % (2015)               |
| 7    | Frankreich             | 1,48 Milliarden  | 2017 | 33,7 % (2015)               |
| 8    | Deutschland            | 1,19 Milliarden  | 2017 | 26,3 % (2017)               |
| 9    | Australien             | 0,91 Milliarden  | 2017 | 7,2 % (2015)                |
| 10   | Mexiko                 | 0,86 Milliarden  | 2017 | 5,9 % (2015)                |
| 11   | Kanada                 | 0,77 Milliarden  | 2015 | 1,9 % (2015)                |
| 12   | Brasilien              | 0,70 Milliarden  | 2016 | 11,8 % (2015)               |
| 12   | Italien                | 0,70 Milliarden  | 2016 | 20,8 % (2015)               |
| 12   | Russland               | 0,70 Milliarden  | 2016 | 17,4 % (2015)               |
| 12   | Spanien                | 0,70 Milliarden  | 2016 | 19,4 % (2015)               |